# Одбојник (филм)
„Одбојник” је југословенски и словеначки филм први пут приказан 11. јуна 1985. године. Режирао га је Франци Слак а сценарио је написао Емил Филипчич

## Улоге
| Глумац           | Улога        |
| ---------------- | ------------ |
| Емил Филипчич    | Краљ         |
| Марко Дерганц    | Профессор    |
| Јанез Хочевар    | Валентинчич  |
| Мајолка Сукље    | Фанци        |
| Мила Качић       | Мици         |
| Тоња Понебшек    | Марија       |
| Марјан Хластец   | Стојинц      |
| Иван Воларич Фео | Лудвиг       |
| Блаж Огоревц     | Марјан       |
| Гојмир Лешњак    | Еминенција 1 |

Остале улоге  ▼
| Глумац           | Улога              |
| ---------------- | ------------------ |
| Томаж Краљ       | Еминенција 2       |
| Томислав Готовац | Еминенција 3       |
| Ангелца Хлебце   | Сестра Кислих      |
| Јожица Авбељ     | Сестра Кислих      |
| Љубиша Ристић    | Еминенција на коњу |
| Рената Филац     |                    |
| Ото Гердеј       |                    |